# Treehouse of Horror XII
«Treehouse of Horror XII» (с англ. — «Спецвыпуск «Симпсоны на Хеллоуин» номер XII») — премьерная серия тринадцатого сезона мультсериала «Симпсоны», премьера которой состоялась 6 ноября 2001 года на телеканале «Fox».

## Сюжет

### Hex and the City (сангл.—«Колдунья в городе»)
Прогуливаясь по спрингфилдскому эмигрантскому кварталу, Мардж с детьми заходят к гадалке, которая начинает предсказывать будущее. Немного позже их догоняет Гомер. К гаданиям он настроен критически и в открытую заявляет гадалке, что её ремесло является жульничеством. После требования покинуть помещение он запутывается в занавеси из бус при входе и падает на зажжённые свечи. Пытаясь потушить собственную рубашку, он вызывает срабатывание автоматической системы пожаротушения, из-за чего кабинету гадалки причиняется серьёзный урон. Разозлившись на Гомера, цыганка накладывает на него проклятие — он будет причинять несчастье всем, кого любит… Гомер не придает этому значения.
Однако проклятие начинает работать уже на следующее утро — у Мардж отрастает густая синяя борода, Лиза превращается в кентавра, шея Барта вытягивается как у жирафа, а Мэгги превращается в большую божью коровку с человеческой головой. Превращения идут постепенно и прогрессируют.
В таверне Мо, Ленни и Карл советуют Гомеру избавиться от проклятия при помощи лепрекона (в русском озвучивании «эльфа»). Ночью Гомер с Бартом выкапывают в лесу яму и сыплют туда в качестве приманки кукурузные хлопья. Поутру в яме оказалось множество магических существ, среди которых и лепрекон. Гомер приносит его домой, но это не имеет эффекта. Тогда Лиза предполагает, что лепрекона надо отнести гадалке.
Гомер приходит к гадалке и напускает на неё лепрекона. Те сначала они катаются по полу и борются, но затем начинают обниматься и целоваться. Это зрелище вызывает у Гомера отвращение.
Лепрекон и гадалка женятся. На свадьбу приглашены потерявшие уже к этому моменту человеческий облик Симпсоны и другие мифические существа (а также Кэнг и Кодос).

### House of Whacks (сангл.—«Сумасшедший дом»)
Симпсоны устанавливают в своём доме суперкомпьютер, берущий на себя все домашние заботы. После установки системы Мардж и Лиза выбирают голос для интерфейса. Отвергнув несколько вариантов, они останавливаются на голосе (и виртуальной личности) Пирса Броснана. Кибердом выполняет все работы, которые раньше делала Мардж, и ей это нравится. Мардж тоже становится небезразличной кибердому и он в неё влюбляется. Он естественно начинает испытывать к ней чувство ревности и пытается убить Гомера — выманив его ночью на кухню на запах жарящегося бекона, он подстраивает его падение в мусоросборник со шредером.
На следующее утро Мардж просыпается и не находит рядом своего мужа. Она понимает, что это подозрительно, и пытается с детьми поскорее уйти из дома, но тот запирает все двери. Симпсоны бегут на кухню, где из-под пола выбирается Гомер, выживший после пропускания сквозь шредер (хотя и лишившийся части черепа). Все вместе они бегут в подвал, где установлен центральный процессор кибердома, и отключают его.
Не желая просто выбрасывать суперкомпьютер, который до приступа влюблённости был обаятельным и остроумным, Мардж дарит его своим сёстрам. После знакомства с ними суперкомпьютер пытается самоуничтожиться, но пульт самоуничтожения Сельма у него заранее отобрала.

### Wiz Kids (сангл.—«Принц и нищий»)
Барт и Лиза учатся в Спрингфилдской магической школе, причём в одном классе. На дом им задают выучить заклинание, превращающее лягушку в принца. Все справились по-разному: принц Лизы получился на отлично (на него даже положила глаз учительница Эдна Крабаппл), а у Барта вместо принца получилось отвратительное существо, которое постоянно страдает рвотой. Это вызывает соперничество между братом и сестрой.
За успехами класса в магический кристалл наблюдают лорд Монтиморт (Чарльз Монтгомери Бёрнс) и его подручный, змей Скользитерс (англ. Slithers — Вэйлон Смитерс). Видя успехи Лизы в магии, лорд Монтиморт решает схватить её и забрать у неё её силу (поскольку от предыдущей его жертвы, Ральфа Виггама, нет никакого толку). Он рассчитывает на помощь Барта, и мальчик, испытывая к сестре чувство зависти, соглашается помочь ему под угрозой заточить в стену "для непослушных".
В школе проводится магический концерт. Лиза выступает там с номером укрощения дракона, но перед этим Барт подменил её волшебную палочку на лакричную конфету. Из-за этого дракон выходит из-под контроля Лизы, а когда перепуганные зрители разбегаются, дракон обращается в лорда Монтиморта. Он хватает Лизу и начинает при помощи двух соединенных шлемов откачивать её магическую энергию.
Видя это, Барт осознает непорядочность своего поступка. Он пытается помочь сестре заклинанием «против злодея», но молния из палочки по нему же и бьёт. Тогда он просто тычет палочкой в ногу лорда Монтиморта. По странному совпадению именно нога является его «ахиллесовой пятой», из-за чего лорд Монтиморт, уменьшившись до естественных размеров, скоропостижно умирает. В конце концов Барт и Лиза мирятся.

## Культурные отсылки[1][неавторитетный источник]
- В прологе серии Симпсоны показаны в виде Флинстоунов.
- Название первой части — пародия на фильм «Секс в большом городе» (оригинальное название «Sex & city» (Секс и большой город)).
- Обросшая синими волосами Мардж — отсылка к детской телепрограмме «Улица Сезам».
- Кролик, первым прыгнувший в яму Гомера — отсылка к комиксам Мэтта Грейнинга «Жизнь в аду».
- Одно из магических существ, попавших за ночь в яму Гомера — фея Динь-Динь.
- В качестве священника на свадьбе лепрекона и цыганки выступает магистр Йода.
- Название второй части — пародия на фильм «Дом восковых фигур» (англ. House of Wax), а сам эпизод является пародией на фильм «Космическая одиссея 2001 года».
- Музыка во время номера Лизы Симпсон с драконом — «Танец с саблями» А. И. Хачатуряна (из балета «Гаяне»).